# 蛇鱔
蛇鱔，又稱蝮鯙，為輻鰭魚綱鰻鱺目鯙亞目鯙科的其中一種，分布於東太平洋區，從加利福尼亞灣至秘魯海域，棲息深度可達30公尺，體長可達71公分，為底棲性魚類，生活在岩石底質海域，屬肉食性，以螃蟹、龍蝦、魚類、貝類等為食。

## 擴展閱讀
維基物種上的相關：蛇鱔